# Разъезд 90
Разъе́зд 90 — упразднённый разъезд в Астраханском районе Акмолинской области Казахстана. Входил в состав Колутонского сельского округа.

## География
Разъезд располагался в центральной части района, на расстоянии примерно 21 километров (по прямой) к северо-западу от административного центра района — села Астраханка, в 15 километрах к востоку от административного центра сельского округа — станции Колутон.
Абсолютная высота — 282 метров над уровнем моря.
Ближайшие населённые пункты: село Таволжанка — на юге, станция Колутон — на западе, село Жалтыр — на востоке.
Населённый пункт являлся разъездом Южно-Сибирской железнодорожной магистрали.

## История
Постановлением акимата Акмолинской области от 10 декабря 2009 года № а-13-532 и решением Акмолинского областного маслихата от 10 декабря 2009 года № 4С-19-5 «Об упразднении и преобразовании некоторых населенных пунктов и сельских округов Акмолинской области по Аккольскому, Аршалынскому, Астраханскому, Атбасарскому, Енбекшильдерскому, Зерендинскому, Есильскому, Целиноградскому, Шортандинскому районам» (зарегистрированное Департаментом юстиции Акмолинской области 20 января 2010 года № 3344):
- населённый пункт «разъезд 90» — был отнесён в категорию иных поселений и исключён из учётных данных, в связи с выездом всех жителей.

## Население
В 1999 году население разъезда составляло 49 человек (29 мужчин и 20 женщин). По данным переписи 2009 года, в разъезде проживал 1 мужчина.
| Численность населения | Численность населения |
| 1999                  | 2009                  |
| --------------------- | --------------------- |
| 49                    | ↘1                    |